# Darcy Clarence Hadfield
Darcy Clarence Hadfield (Awaroa Inlet, Badia de Tasmània, 1 de desembre de 1889 - 15 de setembre de 1964) va ser un remador neozelandès que guanyà una medalla de bronze en la prova de scull individual dels Jocs Olímpics d'Estiu de 1920 a Anvers. Esdevingué després el tercer neozelandès a ostentar el títol de campió mundial de rem professional. Clarence Hadfield va nàixer el 1889 a Awaroa Inlet, a la, fill d'un masover, William Welby Hadfield, i de Martha Adele Ann Snow. Abandonà l'escola quan tenia 13 anys per a ajudar els seus pares. Treballà aleshores al camp i aprengué rudiments de fusteria i construcció de vaixells amb el seu pare.
El 1990 fou incorporat al New Zealand Sports Hall of Fame.